# Большой Аниш
Большо́й Ани́ш (чув. Мăн Энĕш, Мӑн Енӗш) — река в России, протекает в Чувашии по территории Цивильского, Мариинско-Посадского и Козловского районов. Длина — 32 км, площадь водосборного бассейна — 195 км².
Исток — у деревни Тиньговатово Цивильского района. Выше села Байгулово Козловского района впадает в реку Аниш в 29 км от устья по левому берегу.

## Притоки
(указано расстояние от устья)
- 43 км: река Чулкась (лв)

## Данные водного реестра
По данным государственного водного реестра России, относится к Верхневолжскому бассейновому округу, водохозяйственный участок реки — Волга от Чебоксарского гидроузла до города Казань, без рек Свияга и Цивиль, речной подбассейн реки — Волга от впадения Оки до Куйбышевского водохранилища (без бассейна Суры). Речной бассейн реки — (Верхняя) Волга до Куйбышевского водохранилища (без бассейна Оки).
Код объекта в государственном водном реестре — 08010400712112100001463.